# Anolis schwartzi
Anolis schwartzi (сент-кіттський аноліс) — вид ігуаноподібних ящірок родини анолісових (Dactyloidae). Мешкає на Карибах.

## Поширення і екологія
Сент-кенттські аноліси мешкають на островах Сінт-Естатіус, Сент-Кіттс і Невіс в групі Малих Антильських островів. Вони живуть в сухих і вологих тропічних лісах, трапляються в чагарникових заростях, на плантаціях і в садах та поблизу людських поселень. Рідкісні в сухих середовищах та в горах. Живляться безхребетними, молюсками і рослинністю. Відкладають яйця.